# 中央ヨーロッパ研究

中央ヨーロッパ研究（英語：Central European Studies）は、ヨーロッパ中部地域を対象とした学際的な地域研究領域である。主にドイツ、オーストリア、ポーランド、チェコ、スロバキア、ハンガリーなど地理的・文化的に「中欧」とされる地域を中心とし、文脈によってスイスやバルト三国を含む場合もある。この研究領域は、歴史的変遷や多民族共存の実態、政治体制の特異性に着目し、冷戦期の東西分断や現代のEU統合への影響を分析する学問として発展してきた。特に冷戦終結後の地域再編を機に、学術的な重要性が高まった。

## 研究範囲の定義
「中央ヨーロッパ」の範囲は研究者や時代によって異なるが、主に地理的・文化的・政治的の3つの視点から定義される。地理的にはアルプス山脈からバルト海、ドナウ川流域を含む内陸部を指し、文化的には神聖ローマ帝国やハプスブルク帝国の歴史的影響圏としての側面が強調される。政治的には冷戦期に「東欧」と区分された地域のうち、西側文化的要素を保持する国々が対象となる。1980年代にチェコの作家ミラン・クンデラが「中欧の悲劇」論で提起した「西欧と東欧の狭間でアイデンティティを模索する地域」という概念は、研究の理論的基盤として広く参照されている。

## 学術的展開
中央ヨーロッパ研究の起源は19世紀の「ミッテルオイローパ」概念に遡るが、本格的な研究は冷戦終結後に活発化した。主要な研究分野は歴史、民族・宗教、政治経済、文化の4つに大別される。歴史研究では神聖ローマ帝国からナチス・ホロコーストまでの権力構造の変遷や、ハプスブルク帝国の多民族統治システム、1989年の「体制転換」比較分析が重点テーマとなる。民族・宗教研究ではユダヤ人コミュニティの役割やドイツ人少数民族問題、カトリック・プロテスタント・正教会の接触地域としての特質が分析される。政治経済分野ではV4（ヴィシェグラード・グループ）の地域協力やEU内における中欧諸国の立場、ハンガリーのオルバーン政権に代表される「非自由民主主義」の動向が注目される。文化研究ではフランツ・カフカの文学やウィーン分離派建築、ポーランドのフォークロアと現代芸術の融合現象などが取り上げられる。
日本国内では北海道大学スラブ・ユーラシア研究センターや中欧比較文化研究会が代表的な研究拠点である。欧米ではウィーンの中央ヨーロッパ大学（CEU）やドイツのヘルダー研究所が国際的なネットワークを構築している。現地機関としてはプラハのカレル大学中欧研究センターやブダペスト社会科学大学がフィールド調査の拠点として機能している。
日本人研究者ではハプスブルク文化史の三谷研爾やヴィシェグラード政治分析の鈴木廣貴が知られる。欧米では体制転換研究のティモシー・ガートン・アッシュや20世紀中欧史のトニー・ジャットが代表的である。現地からはポーランド・リトアニア史のアダム・ザモイスキやチェコ文学のパヴェル・ヴラストミル・ホラークが重要な業績を残している。

## 関連文献
- 『中欧という課題』（池田榮郎編、2015）
- 『ハプスブルク文化紀行』（中島義道、1999）
- "The Idea of Central Europe" (Okey, 2021)